# أمفيبوليس
أمفيبوليس (باليونانية: Αμφίπολη) كانت بوليس (مدينة يونانية) مهمة في اليونان القديمة، ثم أصبحت مدينة رومانية، ولا تزال آثارها الكبيرة ظاهرة. وقد أُطلق اسمها على بلدية أمفيبوليس الحديثة، الواقعة في مقاطعة سيرس بشمال اليونان.
كانت أمفيبوليس في الأصل مستعمرة للأثينيين القدماء، وشهدت معركة بين الإسبرطيين والأثينيين عام 422 قبل الميلاد. وأصبحت لاحقًا المكان الذي استعد فيه الإسكندر الأكبر لحملاته التي أدت إلى غزوه آسيا عام 335 قبل الميلاد. وأقام في أمفيبوليس قادة الإسكندر الرئيسيون الثلاثة، نيارخوس وأندروستينيس من ثاسوس ولاوميدون. وبعد وفاة الإسكندر سُجنت زوجته روكسانا وابنهما الإسكندر الرابع هناك وقُتلا عام 311 قبل الميلاد.
كشفت الحفريات في المدينة ومحيطها عن مبانٍ مهمة وجدران ومقابر قديمة. وتُعرض هذه الاكتشافات في متحف أمفيبوليس الأثري. وفي تلة دفن كاستا الشاسعة المجاورة، كُشف مؤخرًا عن مقبرة مقدونية قديمة. ويُعد نصب أسد أمفيبوليس التذكاري القريب وجهة شهيرة للزوار. وكان يقع ضمن منطقة إدونيس.

## التاريخ

### الأصول
طوال القرن الخامس قبل الميلاد، سعت أثينا الكلاسيكية إلى ترسيخ سيطرتها على تراقيا، التي كانت ذات أهمية استراتيجية نظرًا إلى موادها الخام (ذهب وفضة تلال بانغيون والغابات الكثيفة التي وفرت الأخشاب للبناء البحري)، والطرق البحرية الحيوية لتزويد أثينا بالحبوب من سكيثيا. وكانت أولى محاولات الاستعمار الفاشلة عام 497 قبل الميلاد على يد الطاغية هيستياوس من ملطية. وبعد هزيمة الفرس في معركة ماراثون عام 490 قبل الميلاد، تمكن القائد الأثيني كيمون من احتلال إيون على بُعد بضعة كيلومترات جنوبًا على الساحل عام 476 قبل الميلاد، وحولها إلى قاعدة عسكرية وميناء تجاري. وأسس الأثينيون أول مستعمرة في إنيا هودوي (الطرق التسع) عام 465 قبل الميلاد، لكن التراقيين قتلوا أول عشرة آلاف مستعمر.  وجرت محاولة ثانية عام 437 قبل الميلاد في الموقع نفسه بقيادة الجنرال هاغنون، وكانت ناجحة. ويعود تاريخ المدينة وأسوارها الأولى المهيبة والمتقنة البناء، بطول ٧.٥ كيلومتر، إلى هذا الوقت. وسرعان ما اكتسبت المستعمرة الأثينية الجديدة مساحة وثروة كبيرتين.
أُطلق على المستوطنة الجديدة اسم أمفيبوليس (حرفيًا، «حول المدينة»)، وهو اسم يثير جدلًا واسعًا حول أصله. ويزعم ثوقيديدس أن الاسم مُشتق من حقيقة أن نهر ستروما يتدفق «حول المدينة» من جانبين؛ إلا أن ملاحظة في موسوعة سودا (ذكرت أيضًا في معجم فوتيوس) تُقدم تفسيرًا مختلفًا، يبدو أن مارسياس ابن بيرياندر، قال: إن نسبة كبيرة من السكان عاشت «حول المدينة». ومع ذلك، فإن التفسير الأكثر ترجيحًا هو ما قدمه يوليوس بولوكس: أن الاسم يُشير إلى المنطقة المجاورة لبرزخ.
سرعان ما أصبحت أمفيبوليس القاعدة الرئيسية للقوة الأثينية في تراقيا، وبالتالي هدفًا مفضلًا لخصومهم الإسبرطيين. وفي عام 424 قبل الميلاد، خلال الحرب البيلوبونيسية، استولى القائد الإسبرطي براسيداس على أمفيبوليس.
بعد عامين، في عام 422 قبل الميلاد، فشلت قوة أثينية جديدة بقيادة كليون مرة أخرى خلال معركة أمفيبوليس التي خسر فيها كل من كليون وبراسيداس حياتهما. ونجا براسيداس لفترة كافية لسماع هزيمة الأثينيين ودُفن في أمفيبوليس بموكب مهيب. ومنذ ذلك الحين اعتُبر مؤسس المدينة وكُرم بألعاب وأضحيات سنوية.
ظل السكان الأثينيون أقلية إلى حد كبير في المدينة، وبالتالي ظلت أمفيبوليس مدينة مستقلة وحليفة للأثينيين، بدلًا من أن تكون مستعمرة أو عضوًا في الحلف الديلي بقيادة أثينا. ودخلت مرحلة جديدة من الازدهار كمركز عالمي.

### الحكم المقدوني
حافظت المدينة نفسها على استقلالها حتى عهد الملك فيليب الثاني المقدوني (حكم من 359 حتى 336 قبل الميلاد) على الرغم من الهجمات الأثينية العديدة، ولا سيما بسبب حكومة كاليستراتوس من أفيدناي. وفي عام 357 قبل الميلاد، نجح فيليب حيث فشل الأثينيون وغزا المدينة، وبالتالي أزال العقبة التي شكلتها أمفيبوليس للسيطرة المقدونية على تراقيا. ووفقًا للمؤرخ ثيوبمبوس، كان هذا الغزو موضوع اتفاق سري بين أثينا وفيليب الثاني، الذي كان سيعيد المدينة مقابل مدينة بدنا المحصنة، لكن الملك المقدوني خان الاتفاق، ورفض التنازل عن أمفيبوليس وحاصر بدنا أيضًا.
لم تُدمج المدينة على الفور في المملكة المقدونية، وحافظت لبعض الوقت على مؤسساتها ودرجة معينة من الحكم الذاتي. لم تُنقل حدود مقدونيا شرقًا؛ مع ذلك، أرسل فيليب عددًا من الحكام المقدونيين إلى أمفيبوليس، وأصبحت المدينة في كثير من النواحي «مقدونية» فعليًا. وتغيرت التسمية والتقويم والعملة لتصبح مقدونية (وحلت الستاتير الذهبية، التي ابتكرها فيليب للاستفادة من احتياطيات الذهب في تلال بانغيون، مكان الدراخما اليونانية القديمة). وفي عهد الإسكندر الأكبر كانت أمفيبوليس قاعدة بحرية مهمة، ومسقط رأس ثلاثة من أشهر قادة المقدونيين: نيارخوس وأندروستينيس من ثاسوس ولاوميدون، ويُرجح أن يكون مدفن لاوميدون مميز بأسد أمفيبوليس الشهير.
تتجلى أهمية المدينة في هذه الفترة في قرار الإسكندر الأكبر بأنها واحدة من المدن الست التي بُنيت فيها معابد فخمة بلغت تكلفتها 1500 تالنت. واستعد الإسكندر لحملاته ضد تراقيا فيها عام 335 قبل الميلاد، وتجمع جيشه وأسطوله بالقرب من الميناء قبل غزو آسيا. واستُخدم الميناء أيضًا كقاعدة بحرية خلال حملاته في آسيا. وبعد وفاة الإسكندر نُفيت زوجته روكسانا وابنهما الصغير الإسكندر الرابع على يد كاسندر، ثم قُتلا هنا لاحقًا.
كانت أمفيبوليس، طوال فترة السيادة المقدونية، حصنًا منيعًا ذا أهمية استراتيجية واقتصادية بالغة، كما يتضح من النقوش. وأصبحت إحدى المحطات الرئيسية على الطريق الملكي المقدوني (كما يشهد على ذلك حجر حدودي عُثر عليه بين فيليبي وأمفيبوليس يُشير إلى المسافة بينهما)، ولاحقًا على طريق فيا إغناتيا، الطريق الروماني الرئيسي الذي عبر جنوب البلقان. والجيمناسيون ومجموعة من اللوحات الجدارية المحفوظة جيدًا من فيلا ثرية، هي القطع الأثرية الوحيدة المتبقية من هذه الفترة، إلى جانب أسوار المدينة السفلى. ورغم قلة المعلومات عن تخطيط المدينة، إلا أن المعرفة الحديثة بمؤسساتها في حالة أفضل بكثير بفضل الوثائق الكتابية الغنية، بما في ذلك مرسوم عسكري صادر عن فيليب الخامس ملك مقدونيا وقانون أفيب من الجيمناسيون.

### الغزو الروماني
بعد الانتصار النهائي لروما على مقدونيا في معركة بيدنا عام ١٦٨ قبل الميلاد، أصبحت أمفيبوليس عاصمة إحدى الجمهوريات الأربع الصغيرة، أو الميريديس، التي أنشأها الرومان من مملكة الأسرة الأنتيغونية التي خلفت إمبراطورية الإسكندر في مقدونيا. ودُمجت هذه الميريديس تدريجيًا في دولة تراقيا التابعة للرومان، والتي أصبحت لاحقًا مقاطعة. ووفقًا لسفر أعمال الرسل، مر الرسولان بولس الطرسوسي وسيلاس بأمفيبوليس في أوائل الخمسينيات الميلادية، في رحلتهما بين فيلبي وسالونيك؛ حيث بشرا بين اليونانيين، بمن فيهم الفلاسفة الأبيقوريون والرواقيون.
في القرن الأول قبل الميلاد، تضررت المدينة بشدة جراء ثورة تراقيا ضد الحكم الروماني.